# Meczet Króla Fajsala
Meczet Króla Fajsala (urdu شاہ فیصل مسجد, Śah Fajsal Masdźid) – meczet w Islamabadzie, stolicy Pakistanu, znajdujący się u stóp wzgórza Margala. Jeden z największych meczetów Azji Południowej.

## Historia
Meczet Króla Fajsala został zaprojektowany przez tureckiego architekta Vedata Dalokaya i ma kształt przypominający pustynny namiot Beduinów, otoczony czterema 88 metrowymi minaretami. Projekt obiektu został wyłoniony w konkursie, w którym udział wzięli architekci z siedemnastu krajów. Jego budowę rozpoczęto w 1976 roku i zakończono dziesięć lat później.

## Opis
Meczet Króla Fajsala jest narodowym meczetem Pakistanu. Nazwany został na cześć zamordowanego w 1975 roku króla Fajsala ibn Abd al-Aziza z Arabii Saudyjskiej. Władca w 1966 roku poparł budowę meczetu i był jego współfundatorem (przekazał na ten cel 120 mln dolarów). Meczet składa się z ośmiobocznych, skośnych dachów tworzących trójkątną salę modlitw, mogącą pomieścić 10 tysięcy wiernych; boczne portyki i dziedziniec mogą pomieścić kolejne 64 tysiące. Wejście do meczetu znajduje się od wschodniej strony. Przy głównym dziedzińcu znajdował się dawniej Międzynarodowy Uniwersytet Islamski, a obecnie mieści się tam biblioteka, sala wykładowa, muzeum i kawiarnia. Główna sala modlitw pokryta jest białym marmurem i ozdobiona mozaikami, kaligrafią wykonaną przez pakistańskiego artystę Sadequaina oraz ozdobiona tureckimi żyrandolami.

## Galeria

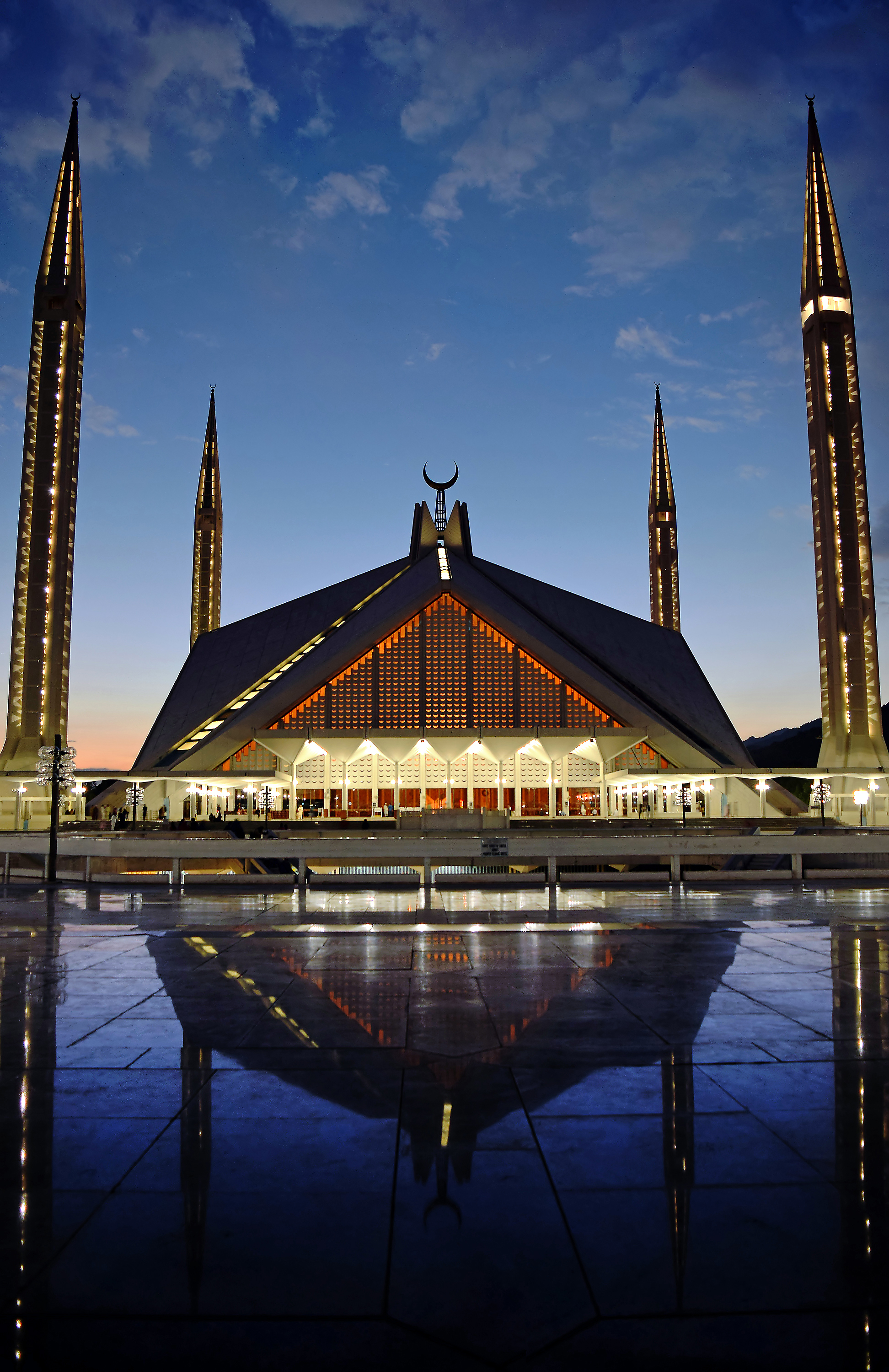
Meczet Króla Fajsala – widok w nocy
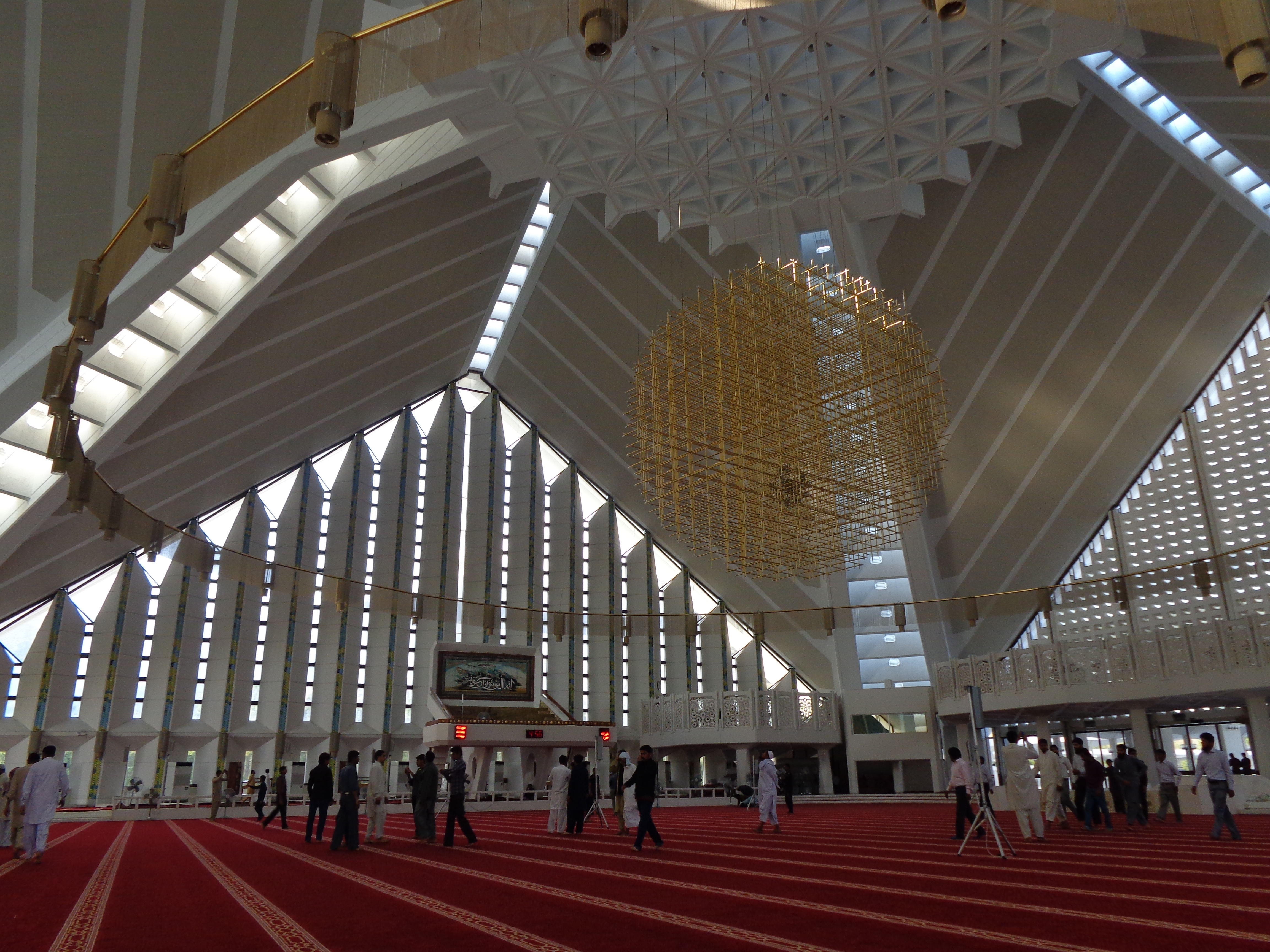
Sala modlitw
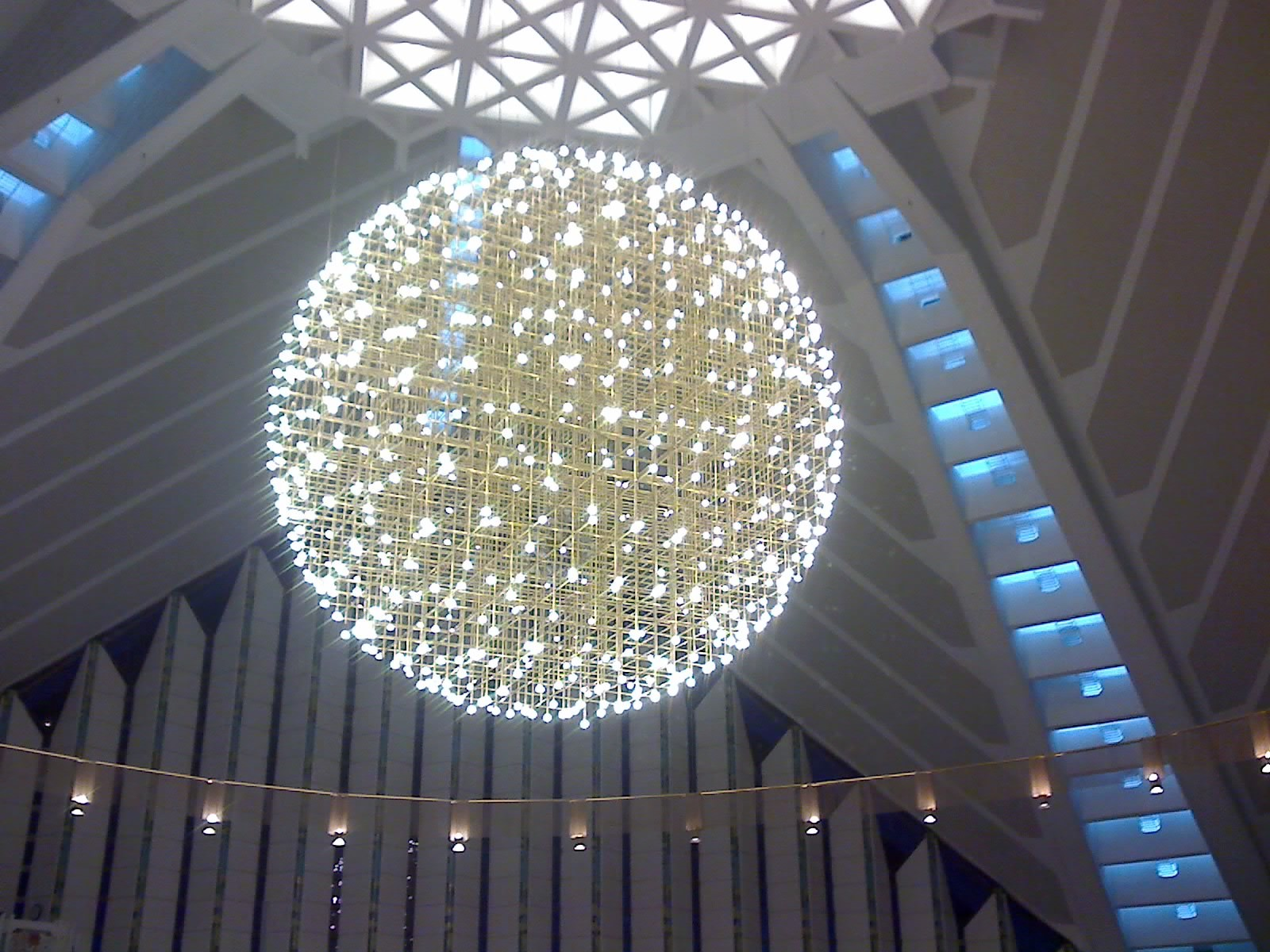
Jeden z żyrandoli